# J. Warren Kerrigan
George Jack Warren Kerrigan (25 de julio de 1879 – 9 de junio de 1947) fue un actor cinematográfico estadounidense de la época del cine mudo.

## Primeros años. Carrera
Nacido en Louisville, Kentucky, siendo adolescente Kerrigan trabajó como dependiente de un almacén hasta que le surgió la oportunidad de actuar en una producción de vodevil. A partir de entonces actuó en producciones teatrales itinerantes, aunque pudo dedicar un tiempo a estudiar en la Universidad de Illinois en Urbana-Champaign.
Hacia los treinta años de edad, Kerrigan ya había empezado a actuar en el cine con la compañía Essanay Studios. Más adelante, un contrato con American Film Corporation le abrió las puertas para interpretar primeros papeles. En total intervino en más de 300 cintas hasta 1924.

## Controversia
En mayo de 1917 Kerrigan estaba finalizando una gira publicitaria personal de cuatro meses de duración por los Estados Unidos y Canadá. En una de las últimas paradas un reportero del The Denver Times le preguntó si lucharía en la guerra. Kerrigan contestó que iría a la guerra si su país le necesitaba, pero que había una masa de trabajadores más aptos para esa función que los artistas (músicos, escritores, etc.) como él. Estas declaraciones sorprendieron a sus admiradores, con lo cual su popularidad cayó en picado, no llegando nunca a recobrarla totalmente.
Sin embargo, cuando el director James Cruze le escogió para trabajar en The Covered Wagon (1923), Kerrigan se vio de nuevo en el candelero, aunque momentáneamente. En la primavera de 1924, tras retirarse John Barrymore del proyecto, Kerrigan obtuvo el papel protagonista en El capitán Blood. Aunque el film tuvo un éxito moderado, la crítica fue impasible, y Kerrigan obtuvo cada vez menos trabajo, disminuyendo progresivamente la entidad de sus papeles.

## Vida personal
Kerrigan era homosexual. Nunca se casó, y vivió junto a su amante, James Vincent, durante casi cuarenta años.
J. Warren Kerrigan falleció en 1947 a causa de una neumonía en Isla Balboa, California. Tenía 67 años de edad. Fue enterrado en el Cementerio Forest Lawn Memorial Park de Glendale (California).

## Selección de su filmografía

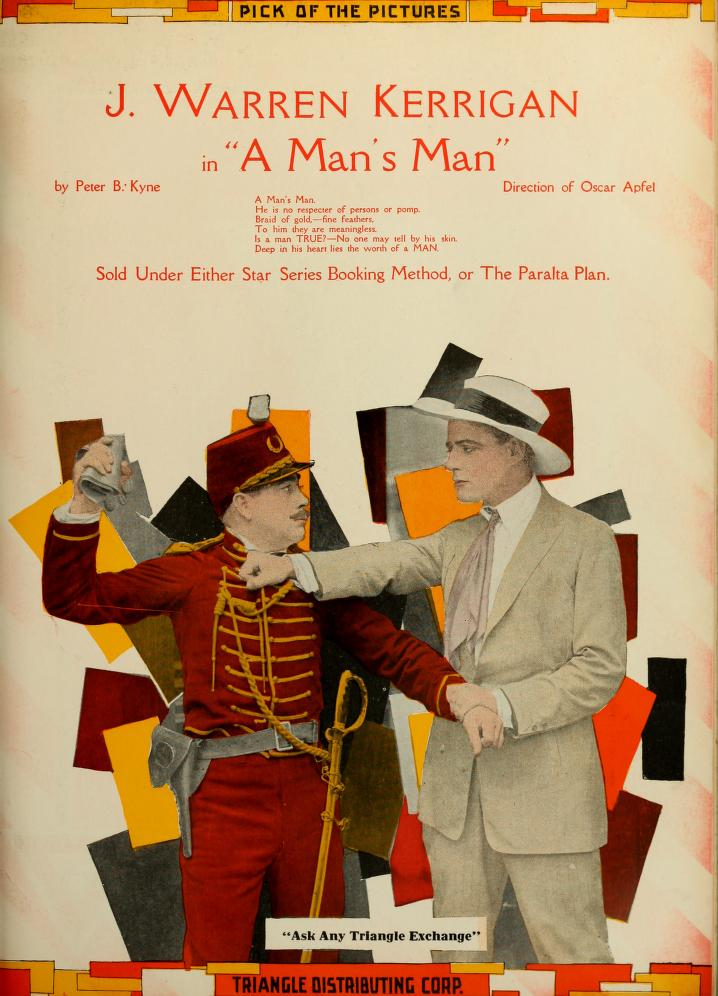
A Man's Man (1917)

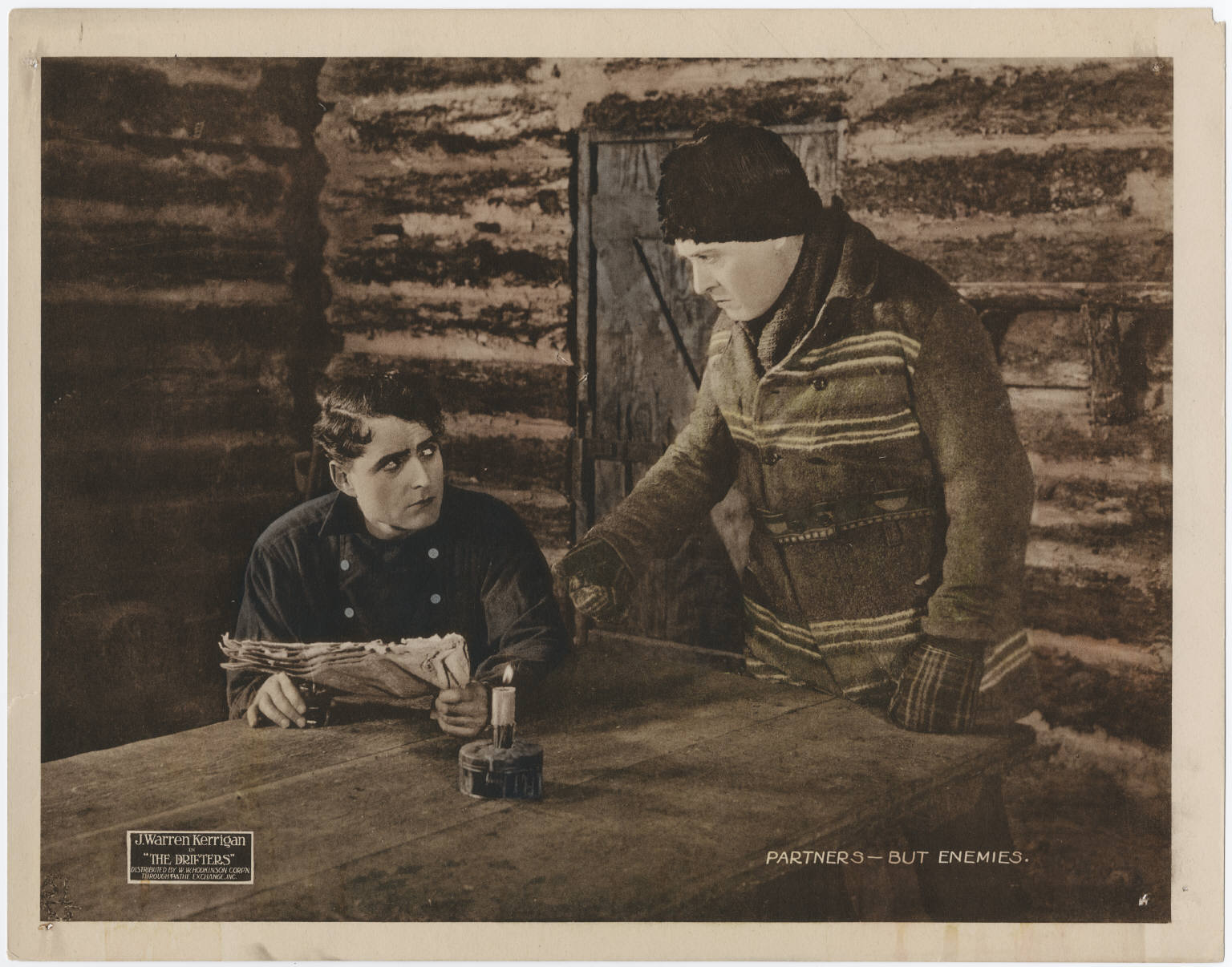
J. Warren Kerrigan en The Drifters

| Año  | Film                        | Papel                     |
| ---- | --------------------------- | ------------------------- |
| 1913 | Calamity Anne's Inheritance | El agente                 |
| 1913 | Calamity Anne's Vanity      |                           |
| 1913 | Calamity Anne's Beauty      |                           |
| 1913 | Woman's Honor               |                           |
| 1913 | Her Big Story               |                           |
| 1913 | Quicksands                  |                           |
| 1913 | Truth in the Wilderness     |                           |
| 1913 | For the Flag                |                           |
| 1913 | For the Crown               |                           |
| 1913 | Calamity Anne, Heroine      |                           |
| 1913 | The Restless Spirit         |                           |
| 1913 | The Girl and the Greaser    |                           |
| 1913 | The Tale of the Ticker      |                           |
| 1913 | Back to Life                | Víctima del destino       |
| 1913 | Rory o' the Bogs            | Rory o' the Bogs          |
| 1914 | Samson                      |                           |
| 1915 | The Stool Pigeon            | Walter Jason              |
| 1915 | For Cash                    | Arthen Owen               |
| 1915 | The Oyster Dredger          | Jack - the Oyster Dredger |
| 1923 | The Covered Wagon           | Will Banion               |
| 1923 | Hollywood                   | Como él mismo, cameo      |